# Taponnat-Fleurignac
Taponnat-Fleurignac är en kommun i departementet Charente i regionen Nouvelle-Aquitaine i västra Frankrike. Kommunen ligger  i kantonen La Rochefoucauld som ligger i arrondissementet Angoulême. År 2022 hade Taponnat-Fleurignac 1 530 invånare.

## Befolkningsutveckling
Antalet invånare i kommunen Taponnat-Fleurignac
Referens:INSEE